# 애드가드
AdGuard Software Limited에서 개발한 AdGuard는 오픈 소스, 무료 및 셰어웨어 제품을 제공한다. AdGuard의 DNS 앱은 Microsoft Windows,  macOS, 안드로이드 및 iOS를 지원한다. AdGuard는 브라우저 확장으로도 사용할 수 있다.
AdGuard Software Limited는 2009년 모스크바에서 설립되었다. 2014년에 AdGuard Software Limited의 제품은 키프로스에서 사용할 수 있게 되었으며 이후 본사가 이전되었다.

## 특징
AdGuard의 특징은 다음과 같다.

### AdGuard Home
AdGuard Home은 필터 목록 퀘스트에 나타나는 도메인에 대해 잘못된 주소로 응답하는 재귀적 DNS 확인자 역할을 한다.  Pi-hole과 비슷하다.

### AdGuard 브라우저 확장
브라우저 확장은 동영상 광고, 전면 광고, 플로팅 광고, 팝업, 배너 및 텍스트 광고를 차단한다.  안티 AdBlock 스크립트를 처리할 가능성이 있다.  이 제품은 또한 스파이웨어를 차단하고 사용자에게 악성 웹사이트를 경고한다. AdGuard Content Blocker는 Content Blocker API를 사용하는 Yandex Browser 및 삼성 인터넷 브라우저용 추가 브라우저 확장 프로그램이다. 필터 목록 업데이트를 다운로드하고 브라우저에 Content Blocker API를 통해 업데이트를 적용하도록 요청한다.

### AdGuard 애플리케이션
AdGuard에는 Windows 및 Mac 버전과 Android 및 iOS용 모바일 버전이 있다. 애플리케이션은 모바일 장치의 모든 트래픽을 필터링하는 로컬 VPN을 설정한다.

### AdGuard DNS
AdGuard는 공개 사용을 위해 재귀적 네임 서버를 운영한다. AdGuard DNS는 DNSCrypt, DNS over HTTPS, DNS over TLS 및 DNS-over-QUIC를 포함한 암호화 기술을 지원한다. AdGuard는 2016년에 DNS 서비스를 테스트하기 시작했으며 2018년에 공식적으로 출시했다.
| 서버      | 설명 |
| --------- | --- |
| 기본      | 광고 및 추적 도메인을 차단한다.                                                                                           |
| 비 필터링 | 광고 및 추적 도메인 또는 기타 DNS 요청을 차단하지 않는다.                                                                 |
| 가족 보호 | 성인 콘텐츠가 포함된 웹사이트를 차단하고 가능한 모든 검색 엔진에서 안전한 검색을 시행하며 광고 및 추적 도메인을 차단한다. |

## 반응
이 회사의 제품은 업계 상품에서 긍정적인 피드백을 얻었지만 2014~2018년에 Google 및 Apple 앱 스토어의 일련의 정책이 발생하여 AdGuard의 모바일 애플리케이션에 대한 사용자 액세스를 방해했다.
Macworld는 5개의 "최고의 iOS 광고 차단기" 목록에서 iOS용 AdGuard를 언급했다.
2020년 4월 Android Central은 AdGuard가 "uBlock Origin보다 처리 능력을 조금 더 사용하지만 여러개를 사용하고 싶지 않은 사람을 위한 최고의 올인원 차단 도구"라고 밝혔다. 확장자"가 암호화폐 채굴을 차단하기 때문이다. 그러나 Android Central은 AdGuard보다 전용 암호화폐 채굴 차단기가 있는 uBlock Origin을 추천했다.

## 사건사고
- 안드로이드 용 AdGuard 앱의 배포는 2014년 말 Google Play 에서 중단되었다. 그럼에도 불구하고 여전히 업데이트 중이며 개발자 자신의 웹사이트에서 다운로드할 수 있다.
- iOS용 AdGuard는 iOS VPN API를 통한 광고 차단에 대한 당시 Apple 정책으로 인해 2018년 여름부터 2019년 여름[11] 까지 업데이트를 받지 못했다.
- 2018년 9월 AdGuard는 크리덴셜 스터핑 공격을 받았다. AdGuard는 서버가 손상되지 않았으며 대신 공격자가 다른 사이트에서 피해자가 재사용하고 다른 사이트에서 훔친 자격 증명을 사용했다고 주장한다. 회사 대변인에 따르면 "공격자가 정확히 어떤 계정에 액세스했는지 알지 못하기 때문에" 회사는 "예방 조치"로 모든 계정의 비밀번호를 재설정했다. 또한 AdGuard는 "Have I Been Pwned?"를 사용하기로 약속했다. 알려진 공개 데이터 유출에 대한 모든 새 비밀번호를 확인하는 API. 또한 더 엄격한 암호 보안 요구 사항을 구현했다.[12]

2020년 11월, Microsoft Edge Store 및 Chrome 웹 스토어는 NordVPN 및 AdGuard의 VPN 추가 기능을 포함하여 다양한 합법적인 VPN 브라우저 추가 기능으로 가장하는 사기성 추가 기능에 침투했다.  그 후 Microsoft와 Google에 경고를 보내고 다양한 브라우저 저장소에서 가짜 애드온을 제거하기 위한 조치를 취했다.

## 연구
AdGuard 개발자는 사용자 개인 정보 보호, 사이버 보안 및 데이터 보호에 대해 더 많은 사람들에게 알리기 위해 연구에 착수했다. 다음 문제는 개발자와 관련된 주목할만한 사례다.
- 크립토재킹 과 관련된 최상위 웹사이트
- Facebook 광고 네트워크의 광범위한 배포
- 가짜 adblocker 경고 또는 보고
- 인기 있는 안드로이드 및 iOS 앱 개인정보 보호 문제

## 같이 보기
- 애드블록
- 애드블록 플러스
- 유블록 오리진